# FranklinCovey
FranklinCovey Co. ist ein global tätiges Unternehmen für Managementberatungen und Schulungsprogramme. Laut eigenen Aussagen berät das Unternehmen rund 90 % der Fortune 100 und 75 % der Fortune 500.

## Tätigkeit
FranklinCovey wurde 1997 von Stephen R. Covey durch den Zusammenschluss des Covey Leadership Center mit Franklin Quest gegründet.
Heute arbeiten eigenen Angaben zufolge für das Unternehmen rund 3500 Consultants in 150 Ländern. FranklinCovey berät Firmen und Organisationen zu Führung, Produktivität, Vertrauen, Umsetzung und Vertrieb. Dabei werden weltweit umsetzbare Programme in 40 Sprachen zur Verfügung gestellt, wodurch eine einheitliche internationale Qualitätssicherung ermöglicht werden soll. Nach eigenen Angaben nutzen jährlich über 750.000 Menschen FranklinCovey-Seminare.
Beratend tätig sind dabei u. a. Ram Charan, Larry Bossidy, Mahan Khalsa und Hyrum Smith.
Im deutschsprachigen Raum wird FranklinCovey durch das FranklinCovey Leadership Institut mit Sitz in Grünwald bei München vertreten. Weiter hat das Unternehmen Standorte in Wien, und Zug, von wo aus das Unternehmen Trainings und Programme auch in deutscher Sprache anbietet.
FranklinCovey wird an der NYSE gehandelt (NYSE: FC). Im ersten Halbjahr 2017 scheint das Unternehmen unter Druck geraten zu sein. Die NASDAQ veröffentlichte kürzlich einen News-Beitrag der Zacks Equity Research, in dem unter dem Hinweis von verpassten Budgetzielen zum Verkauf der Titel geraten wird. Dies war die letzte Marktresonanz.

## Belege
1. ↑  FranklinCovey Bilanz. In: finanzen.net. (finanzen.net [abgerufen am 29. März 2017]). FranklinCovey Bilanz (Memento des Originals vom 12. Mai 2016 im Internet Archive)  Info: Der Archivlink wurde automatisch eingesetzt und noch nicht geprüft. Bitte prüfe Original- und Archivlink gemäß Anleitung und entferne dann diesen Hinweis.
2. ↑  FC Stock Price | Franklin Covey Co. Stock Quote (U.S.: NYSE). Abgerufen am 22. Juli 2021 (englisch).
3. ↑  Lisa Urias: 5 lessons from the barrio make coping with coronavirus - or anything else - easier. Abgerufen am 22. Juli 2021 (amerikanisches Englisch).
4. ↑  Unsere Schulungsprogramme: Weltweit bei Unternehmen erfolgreich. In: FranklinCovey Leadership Institut. (franklincovey.de [abgerufen am 29. März 2017]). Unsere Schulungsprogramme: Weltweit bei Unternehmen erfolgreich. (Memento des Originals vom 30. März 2017 im Internet Archive)  Info: Der Archivlink wurde automatisch eingesetzt und noch nicht geprüft. Bitte prüfe Original- und Archivlink gemäß Anleitung und entferne dann diesen Hinweis.
5. ↑  Store Locator – FranklinPlanner Customer Service. Abgerufen am 22. Juli 2021.
6. ↑  FranklinCovey Leadership Institut GmbH Deutschland, Schweiz, Österreich als Arbeitgeber | XING Unternehmen. Archiviert vom Original (nicht mehr online verfügbar) am 29. März 2017; abgerufen am 29. März 2017.  Info: Der Archivlink wurde automatisch eingesetzt und noch nicht geprüft. Bitte prüfe Original- und Archivlink gemäß Anleitung und entferne dann diesen Hinweis.
7. ↑  Unsere Schulungsprogramme: Weltweit bei Unternehmen erfolgreich. In: FranklinCovey Leadership Institut. (franklincovey.de [abgerufen am 29. März 2017]). Unsere Schulungsprogramme: Weltweit bei Unternehmen erfolgreich. (Memento des Originals vom 30. März 2017 im Internet Archive)  Info: Der Archivlink wurde automatisch eingesetzt und noch nicht geprüft. Bitte prüfe Original- und Archivlink gemäß Anleitung und entferne dann diesen Hinweis.
8. ↑  Training und Consulting – das Unternehmensprofil von FranklinCovey. In: FranklinCovey Leadership Institut. (franklincovey.de [abgerufen am 29. März 2017]). Training und Consulting – das Unternehmensprofil von FranklinCovey (Memento des Originals vom 30. März 2017 im Internet Archive)  Info: Der Archivlink wurde automatisch eingesetzt und noch nicht geprüft. Bitte prüfe Original- und Archivlink gemäß Anleitung und entferne dann diesen Hinweis.
9. ↑  FranklinCovey. Abgerufen am 19. März 2017.
10. ↑  Why Franklin Covey (FC) Could Be Positioned for a Slump, Nasdaq Market Update, 18. Juli 2017